# 東愛子

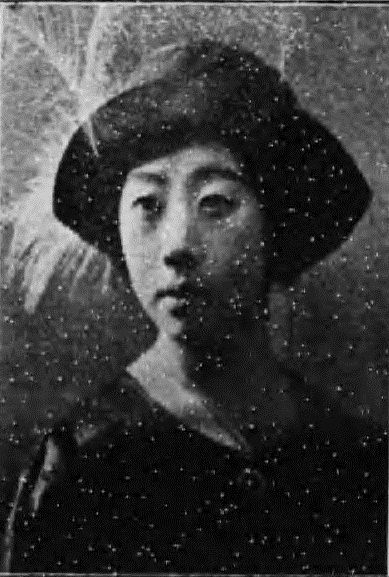
1923年（満24歳）の写真

東 愛子（あずま あいこ、1899年1月15日 - 1967年7月）は、日本の女優である。出生名は芸名と同じ、二代目市川荒太郎との結婚後本名は市川 愛子（いちかわ あいこ）、晩年の本名は出生名に戻した。
松竹女優養成所第1期生として知られ、新派（第2期成美団）、初期の新国劇、松竹キネマ時代劇の映画女優を経て、松竹家庭劇の最高幹部、美貌のスター女優として、京都・大阪の舞台に多くの足跡を残した。清水宏の監督デビュー作『峠の彼方』にも主演している。元国防婦人会松竹分会長。

## 人物・来歴

### 松竹女優養成所第1期生
1899年（明治32年）1月15日、大阪府大阪市南区恵美須町（現在の同府同市浪速区恵美須）に生まれる。
当時4年制の旧制小学校を1909年（明治42年）に卒業、旧制・高津女学校、および梅花塾を卒業している。1912年（大正元年）9月25日、京都に新設された松竹女優養成所に満13歳で入所、同所の第1期生となる。20人の同期生には、常盤操子、和歌浦糸子、富士野蔦枝、衣笠みどり（中退）、可知喜代子、住の江蘭子、三品花子、伊達京子、河原月子、渡君江、小坂きみ子らがいた。1913年（大正2年）、大阪・道頓堀の浪花座で初舞台を踏む。翌1914年（大正3年）3月には、尾上多見之助らの『天保の改革』等を上演した京都・南座で、現代劇『庭』に常盤操子らとともに出演、1915年（大正4年）3月には、同じく南座で、中村福之助が主演した橋本理木庵原作の『恨の真葛』に常盤操子、和歌浦糸子、富士野蔦枝、住の江蘭子、可知喜代子、三品花子らとともに出演した記録が残っている。1917年（大正6年）に発行されたゴシップ本『女優総まくり』には、おなじ松竹女優養成所第1期生の常盤操子、和歌浦糸子、富士野蔦枝、住の江蘭子、可知喜代子、伊達京子らにはそれぞれ1章が割かれて記述されているが、愛子の章は存在せず、ゴシップや批判記事が記述されていない。
1918年（大正7年）には、常盤操子とともに喜多村緑郎ら新派本流の第2期成美団に入団し、新派女優になる。1919年（大正8年）に発行された『女盛衰記 女優の巻』の「東愛子」の章には「浪華女の愛子よ。お前は新國劇の中で、一番可愛く光つてゐる女だ」に始まり、賛美されているが、当時、澤田正二郎の新国劇にも出演していたことは、吉井勇ものちに回想している。当時、澤田と親しかった村嶋歸之は、楽屋風呂にまで入るほどの新国劇との親密な交流をしていたが、風呂で愛子と偶然いっしょになりひどく赤面したことを回想している。1921年（大正10年）には、柳永二郎らとともに角座に出演、翌1922年（大正11年）には、角座の「若手新旧劇合同」に出演し、関西歌舞伎の二代目市川荒太郎と出逢う。同年、荒太郎と結婚した。1923年（大正12年）に発行された『現代俳優名鑑』の「市川荒太郎」の項によれば、同年当時は大阪市南区天王寺北山町5460番地（現在の同市天王寺区上之宮町）に夫の荒太郎や使用人たちと住んでいたようであるが、一方、同書の「東愛子」の項には、出生地と同じ場所に父母とともに住んでいる旨が記載されている。当時の身長は、四尺九寸七分（約150.6センチメートル）であった。

### 夫・荒太郎との短い日々
1924年（大正13年）2月25日、夫の荒太郎とともに松竹キネマに入社、下加茂撮影所に所属する。同撮影所はヘンリー小谷も同時期に招き、荒太郎・愛子夫妻をキャスティングして『黒法師』（監督ヘンリー小谷）を製作、同年4月23日に公開したが、単純な活劇と評価され、興行的には振るわなかった。以降、多くの作品で夫と共演し、『樽屋おせん』（監督枝正義郎）、『おくみと法界坊』（監督賀古残夢）では夫とともに主演、『権八と小紫』『累の恋』（ともに監督枝正義郎）では實川延松を相手に主演したが、同年7月、松竹蒲田撮影所から所長の野村芳亭らが現れ、下加茂の改革を行った。同年8月1日に公開された清水宏の監督デビュー作『峠の彼方』では、蒲田撮影所に呼ばれて単独で出演、押本映治の相手役として主演している。愛子は同年末、夫・荒太郎とともに同社を退社した。『裸にした映画女優』によれば、夫・荒太郎は「愛妻の愛子と離れては絶対に芝居が出來ない」と発言していたといい、夫の溺愛のほどが知れる。
松竹下加茂退社の1年後にあたり満26歳であった1925年（大正14年）12月5日、夫の荒太郎と死別する（満33歳没）。1927年（昭和2年）、直木三十五らが設立した聯合映画芸術家協会に参加、同年5月6日に公開された『新珠』（監督鈴木謙作）、同じく7月8日（7月1日）に公開された『炎の空』（監督鈴木謙作）に出演したが、同2作をもって映画界を去り、新派の梅島昇らと人情劇を結成して舞台に専念した。同年発行の『劇と映画』誌に『谷村計介』での松浪義雄との共演、『貞操』での梅島との共演についての記事がそれぞれ掲載されている（3月号、11月号）。

### 松竹家庭劇
1928年（昭和3年）、小織桂一郎、石河薫らとともに松竹家庭劇の結成に参加、最高幹部女優部に昇進した。1936年（昭和11年）10月には、京都・南座での渋谷天外（館直志）、曾我廼家十吾（茂林寺文福）らを中心にした松竹家庭劇の公演に出演した記録が残っており、愛子の名は女優の筆頭に掲げられ、浪花千栄子らがそれに続いた。家庭劇はおもに喜劇を主流としていたが、劇作家の長谷川幸延は、家庭劇当時の愛子をのちに回想し「小柄でいつまでも美しかった」と評している。
1937年（昭和12年）9月から始まった国民精神総動員運動の流れを受けて、同年10月、愛子は松竹の白井信太郎に国防婦人会の分会結成を訴え、白井は国防婦人会松竹分会の結成を奨励、国防婦人会館で結成式を行う旨の報道が『京都日出新聞』（同年10月20日付、現在の『京都新聞』）に掲載されている。愛子は分会長に就任、石河薫と関西新派の瀧蓮子が副会長、会員には浪花千栄子、三條美奈子ら家庭劇の女優のほか、角座や浪花座の女子従業員を含めて約170名が、同分会に参加した。第二次世界大戦終結後、その翌年の1946年（昭和21年）、松竹家庭劇が分裂し、満47歳で劇界を引退した。義父の四代目市川荒五郎もすでになく（1930年没）、1948年（昭和23年）4月17日には義弟の三代目市川荒太郎も満36歳で世を去り、劇界との縁も絶えた。

### 大王町での晩年
その後は、本名も出生名の「東愛子」に戻し、三重県志摩郡船越村（現在の同県志摩市大王町船越）にバス切符売場兼茶店を出していた旨、吉井勇が随筆に記しており、『日本女性人名辞典』にも同地に小さな売店を経営していた旨の記述がある。1967年（昭和42年）7月、同地で死去した。満68歳没。『官報 昭和四十四年』によれば、愛子の没後、「東愛子」名義の船越の土地は相続管財人により処分されたとのことである。
椙山女学園大学教授・飯塚恵理人の研究によれば、初代英太郎との『奇蹟』、小織桂一郎らとの新派劇『琵琶歌』の録音がSPレコード音源で残されている（#外部リンク）。映画の出演作は、1作も現存していない。

## フィルモグラフィ

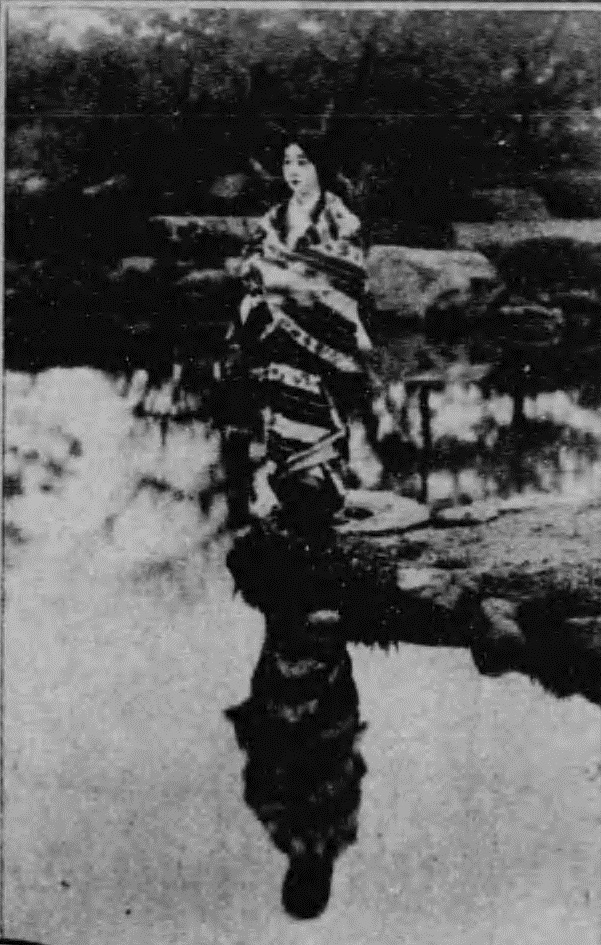
『黒法師』出演時（当時満25歳、1924年）のスチル写真。

クレジットは、すべて「出演」である。公開日の右側には役名、および東京国立近代美術館フィルムセンター（NFC）、マツダ映画社所蔵等の上映用プリントの現存状況についても記す。同センター等に所蔵されていないものは、とくに1940年代以前の作品についてはほぼ現存しないフィルムである。資料によってタイトルの異なるものは併記した。

### 松竹下加茂撮影所
特筆以外すべて製作は「松竹下加茂撮影所」、配給は「松竹キネマ」、すべてサイレント映画である。
- 『子供の世界』 : 監督・原作牛原虚彦、脚本不明、撮影野村昊、主演小川国松、製作松竹蒲田撮影所、1924年2月22日公開
- 『黒法師』 : 総指揮白井信太郎、監督ヘンリー小谷、脚本犬塚稔、撮影吉田英男、主演市川升童・市川荒太郎、1924年4月23日公開
- 『恋の友禅』[5][6]（『鶴吉と其兄』[5][6]） : 監督枝正義郎、原作岡本綺堂、脚本内田徳司、撮影猪飼助太郎、主演市川荒太郎、1924年5月11日（8月1日[6]）公開 - お力
- 『千鳥啼く夜』 : 監督ヘンリー小谷、脚本鈴木篤、撮影吉田英男、主演市川荒太郎、1924年5月21日（4月10日[6]）公開
- 『汀の桜』 : 監督ヘンリー小谷、脚本食満南北、撮影吉田英男、主演市川荒太郎、1924年5月21日（5月8日[6]/5月20日[6]）公開
- 『鳥羽の恋塚』 : 監督枝正義郎、脚本内田徳司、撮影猪飼助太郎、主演市川荒太郎、1924年5月31日（5月21日[6]）公開
- 『冬木心中』 : 監督枝正義郎、原作額田六福、脚本犬塚稔、撮影猪飼助太郎、主演市川荒太郎、1924年6月20日（6月5日[6]）公開 - 娘お菊
- 『闇の人々』 : 監督枝正義郎、脚本内田徳司、撮影猪飼助太郎、主演市川荒太郎、1924年7月1日公開
- 『樽屋おせん』 : 監督枝正義郎、原作井原西鶴、脚本内田徳司、撮影猪飼助太郎、主演市川荒太郎、1924年7月10日公開 - 主演
- 『牡丹燈籠』 : 監督賀古残夢、脚本内田徳司、撮影猪飼助太郎、主演中村吉蔵、1924年7月20日公開 - 娘おつゆ
- 『五大力』 : 監督枝正義郎、脚本食満南北、撮影吉田英男、主演市川荒太郎、1924年7月31日（8月1日[6]）公開
- 『峠の彼方』 : 監督・脚本清水宏、撮影田邊憲治、主演押本映治、製作松竹蒲田撮影所、1924年8月1日公開 - 山のお姫さま・お琴（主演）
- 『祐天吉松』 : 監督賀古残夢、脚本食満南北、撮影猪飼助太郎、主演市川荒太郎、1924年8月10日（8月7日[6]）公開
- 『権八と小紫』 : 監督枝正義郎、原作大森痴雪、脚本犬塚稔、撮影高城泰策、共演實川延松、1924年8月21日（8月14日[6]）公開 - 三浦屋抱小紫（主演）
- 『累の恋』[5][6]（『実説 累物語』[6]） : 監督枝正義郎、脚本食満南北、撮影高城泰策、主演實川延松、1924年9月20日[5][6]（9月18日[6]）公開 - かさね（主演）
- 『実説 河内山宗俊』（『河内山』[6]） : 監督枝正義郎、脚本食満南北、撮影高城泰策、主演市川荒太郎、1924年10月21日（10月1日[6]）公開
- 『おくみと法界坊』 : 監督賀古残夢、脚本食満南北、撮影吉田英男、主演市川荒太郎、1924年12月1日公開 - 主演

### 聯合映画芸術家協会
すべて製作は「聯合映画芸術家協会」、配給は「マキノ・プロダクション」、すべてサイレント映画である。
- 『新珠』 : 監督鈴木謙作、原作菊池寛、脚本直木三十五、撮影柏田敏郎、主演富士龍子、1927年5月6日公開 - 篠崎都
- 『炎の空』（『炎の空 前篇』[6]） : 監督鈴木謙作、原作三上於菟吉、脚本直木三十五、撮影柏田敏雄（柏田敏郎）、主演梅島昇、1927年7月8日（7月1日[6]）公開 - 大川麗子